# بوب بيكر (لاعب كرة قاعدة)
بوب بيكر (بالإنجليزية: Bob Becker)‏ هو لاعب كرة قاعدة أمريكي، ولد في 15 أغسطس 1875 في سيراكيوز في الولايات المتحدة، وتوفي في 11 أكتوبر 1951.

## وصلات خارجية
- بوب بيكر على موقعبيزبول رفرنس.كوم (الدوري الرئيسي) (الإنجليزية)
- بوب بيكر على موقعبيزبول رفرنس.كوم (الدوري الثانوي) (الإنجليزية)